# Wilhelm Palmær (kemist)
Knut Wilhelm Palmær, född 26 augusti 1868 i Undenäs i Skaraborgs län, död 29 juni 1942 i Stockholm, var en svensk kemist. 
Palmær blev student vid Stockholms högskola 1885, filosofie kandidat vid Uppsala universitet 1887, filosofie licentiat 1893, filosofie doktor och docent i kemi där 1895 (till 1900) på avhandlingen Om iridiums ammoniakaliska föreningar, blev 1898 lärare i elektrokemi vid Kungliga Tekniska högskolan, 1902 lektor i elektrokemi där, 1907 professor i oorganisk och elektrokemi där och var 1920–1933 professor i teoretisk och elektrokemi vid samma högskola. Han var sekreterare i Vetenskapsakademiens Nobelkommittéer 1900–1925 och blev ledamot av Vetenskapsakademien Nobelommitté för kemi 1926.
Förutom vid Stockholms högskola (1885–1886) och Uppsala universitet (1887–1895) studerade Palmær även i Göttingen 1897 samt företog åtskilliga studieresor, bland annat till Tyskland, Frankrike och Schweiz (1900), England (1909) och Nordamerika (1912). Han publicerade bland annat arbeten om droppelektroder, om metallers lösningshastighet i syror, utarbetade en elektrokemisk metod att ur lågprocentiga, förut värdelösa råfosfat framställa ett gödselmedel, så kallat difosfat. Han utövade även en omfattande konsultverksamhet inom den elektrokemiska industrin i Sverige. Från 1914 utförde han undersökningar över bland annat vattnets dissociation i koncentrerade saltlösningar, den kristalliniska blysuperoxidens egenskaper och den elektrolytiska lösningstensionens variation med atomnumren. 
Palmær blev 1913 ordförande i Farmaceutiska institutets styrelse, ledamot av Lantbruksakademien 1916, Vetenskapsakademien 1917, Ingenjörsvetenskapsakademien 1919 samt ledamot av Vetenskapssocieteten i Uppsala 1933. Han var initiativtagare till Förbundet Sverige-Sovjetunionen.

## Familj
Wilhelm Palmær var son till bruksägaren B. K. Palmær och Angelina Palmær, född Nyberg. Han gifte sig 1897 med Signe Dillner (1871–1953), dotter till professor Göran Dillner och Augusta Dillner, född Hellsten. Han var far till Margit Palmær,  Eva Palmær och Wilhelm Palmær. Makarna Palmær är begravda på Norra begravningsplatsen utanför Stockholm.